# Razgrad
Razgrad (bugarski: Разград) je grad na sjeveroistoku Bugarske i upravno središte Oblasti Razgrad. Razgrad je podignut na ruševinama antičkog rimskog grada Abrittusa na obalama rijeke Beli Lom. 
Razgrad ima značajan broj pripadnika turske manjine u ukupnom stanovništvu grada, čak 27 % po popisu stanovnika iz 1998. godine. Bugara ima uvjerljivo najviše – 69 % no ima i 4 % Roma.

## Zemljopis
Razgrad se nalazi u dolini rijeke Beli Lom, na sjeveroistoku Bugarske u kraju koji se zove Ludogorje, to je blago valoviti kraj, nastavak Dunavske ravnice prosječne nadmorske visine 250 – 270 m.

## Povijest
Nedaleko od današnjeg Razgrada, na 3 km od grada kod lokaliteta Hisarlka, nalaze se ostatci rimskog naselja Abrittus, iz 2 – 4. stoljeća. 
Godine 251. odvila se kod grada poznata Bitka kod Abrittusa, u kojoj su Goti pobijedili rimsku vojsku predvođenu carevima suvladarima;  Trajanom Deciusom i njegovim sinom Herenniusom Etruščanininom. Kuriozum te bitke je da je u njoj po prvi put poginuo jedan rimski car – Trajan Decius u borbi s barbarima.
Zatim se tu razvilo bugarsko naselje Hrâsgrad (imenom slavenskog božanstvo Hârsa) u 13. stoljeću U 14. stoljeću krajem su ovladali Turci, i od tad se to naselje zove Ćesargrad ili Hrazgrad, to je lokalno bugarsko stanovništvo izokrenulo u Razgrad.
Hrazgrad je početkom 19. stoljeća bio poznat po hajdučkoj četi vojvode Tanjo Stojanova.
Hrazgrad. su oslobodile otomanske vlasti jedinice Ruske carske vojske koje je vodio knez Aleksandar Dondukov – Korsakov od 16. do 28. siječnja 1878. godine. Prilikom napada poginulo je mnogo ruskih vojnika i 68 bugarskih dobrovoljaca.

## Sport
- PFK Ludogorec Razgrad, nogometni klub

## Znamenitosti
Središte grada iz 19. stoljeća – Varoš, dobro je očuvana arhitektonska cjelina s brojnim 
neoklasicističkim zgradama u kojima su danas smješteni gradski muzeji, tu je i karakteristični Toranj sa satom ( moda u otomanskom carstvu 19. stoljeća), crkva Sv. Nikole (podignuta 1860.). U Varoši se nalazi i – Ibrahim pašina džamija iz 1530. godine. Za ovu džamiju se govori da je treća po veličini na cijelom Balkanu. 
- Pored grada su arheološki ostatci rimskog grada Abrittusa

## Zbratimljeni gradovi
- Orjol, Rusija (od 1968. godine)
- Wittenberge, Njemačka (od 2001. godine)
- Armagh, Velika Britanija (od 1995. godine)
- Châlons-en-Champagne,  Francuska (od 1975. godine)
- Avcılar, Istanbul, Turska (od 2000. godine)
- Yangzhou,  Kina (od 2000. godine)
- Brunswick, Ohio, SAD (od 1998. godine)
- Assen, Nizozemska (od 2006. godine)

## Vanjske poveznice
- Vijesti iz Razgrada i okolice  Arhivirana inačica izvorne stranice od 13. srpnja 2007. (Wayback Machine)
- Stranice Općine Razgrad